# ندول
ندول یا گِرِهَک (به انگلیسی: nodule) یک ساختار غیرعادی گرد و تقریباً سفت است که در قسمت‌های مختلف بدن ممکن است بروز کند.

## انواع گرهک
ندول‌ها در جاهای مختلفی ممکن است بروز کنند مثلاً در بافت عضله به دنبال آسیب، گرهک‌های حنجره، گرهک‌های تیروئید و در پوست (بیماری سارکوم کاپوزی).

### گرهک‌های صوتی
گرهک‌های صوتی شایع‌ترین آسیب‌های تارهای صوتی هستند که هم در کودکان و هم در بزرگسالان  روی می‌دهند.
ندول حنجره در پسران قبل از دوران بلوغ و اغلب در سنین  ۳ تا ۶ سالگی اتفاق می‌افتد و زمانی که پسرها بزرگتر می‌شوند شواهد کمتری از ندول‌ها را نشان می‌دهند. ندول در زنان بزرگسال بین ۲۰ تا ۵۰ سال نیز شیوع بیشتری دارد. ندول از لحاظ اندازه، تعداد و جایگاه در تارهای صوتی در خوانندگان، غیر خوانندگان و کودکان متنوع است

### گرهک‌های تیروئید
گرهک‌هایی که در اسکن تیروئید با ید رادیواکتیو ثبت می‌شود به سه دسته تقسیم می‌شوند:
۱- گرهک‌های  که در آن‌ها هیچ ماده رادیوآکتیوی جذب نمی‌شود.(ندول سرد)
۲- تمام ماده تزریقی جذب آن می‌شود و ندول موجود اجازه جذب به سایر قسمت‌های تیروئید را نمی‌دهد. (ندول داغ)
۳- ندول هائی که در آن‌ها جذب ماده رادیو آکتیو بیشتر از سایر قسمت‌های غده بوده ولی سایر قسمت‌های تیروئید نیز جذب دارند. (ندول گرم) 
ندول سرد تیروئید که جراحان بیشتر نگران آن بوده و سعی در درمان قطعی آن دارند در ۱۵- ۲۵% موارد سرطانی شده و اهمیت تشخیصی و درمانی زیادی دارد.